# Цуккерман, Илья Иоаннович
Илья Иоаннович Цуккерман (19 марта 1921, Киев — 15 октября 1995, Санкт-Петербург) — советский учёный в области технической электроники, лауреат Государственной премии СССР (1991).

## Биография
В 1938—1941 годах студент Ленинградского политехнического института (ЛПИ). Во время войны связист, после ранения — корреспондент армейской газеты.
Окончил ЛПИ в 1949 году.
До 1993 года работал во ВНИИ телевидения: инженер, начальник лаборатории, начальник отдела, главный научный сотрудник. Одновременно преподавал в ряде вузов, в том числе в МГУ.
Автор фундаментальных исследований в области электронной оптики, математической физики, цифровой техники телевидения, кибернетики, физиологии зрения, нейропсихологии, искусствоведения.

## Из библиографии
Автор более 200 научных работ (из них 6 монографий) и изобретений. Автор и соавтор книг:
- Цуккерман И.И. Электронная оптика в телевидении. - М.-Л.: Госэнергоиздат, 1958. 248 с.
- Глезер В.Д., Цуккерман И.И. Информация и зрение. - М.-Л.: Изд-во АН СССР, 1961. 183 с.
- Лебедев Д.С., Цуккерман И.И. Телевидение и теория информации. - М.: Энергия, 1965. - 218 с.
- Цуккерман И.И. Преобразования электронных изображений. Л.: Энергия, 1972. 184 с., ил.
- Цуккерман И.И. Проблемы современного телевидения. М.: Знание, 1980. 64 с.
- Цифровое кодирование телевизионных изображений/ И.И. Цуккерман, Б.М. Кац, Д.С. Лебедев и др.; Под ред. И.И. Цуккермана. - М.: Радио и связь, 1981. - 240 с.
- Рудь И.Д., Цуккерман И.И. Художественное изображение в телевидении. М.: Искусство, 1987. 128с., ил.
- Цуккерман И. И. Теоретические основы цифрового телевидения: Учебное пособие для ИПК руководящих работников и специалистов. - М.: МПСС, 1988. 69 с.

Доктор физико-математических наук (1964), профессор (1968).

## Награды и премии
- Государственная премия СССР (1991) — за создание цифровых телевизионных средств для исследования предельно слабых астрономических объектов на БТА АН СССР.